# کتابخانه علمی ریازان
کتابخانه علمی ریازان (به لاتین: Gorky Library) یک کتابخانه در روسیه است که در ریازان واقع شده است.